# Travis Snider
Travis James Snider (né le 2 février 1988 à Kirkland, Washington, États-Unis) est un joueur de champ extérieur de la Ligue majeure de baseball.

## Carrière

### Blue Jays de Toronto
Travis Snider est un choix de première ronde des Blue Jays de Toronto en 2006.

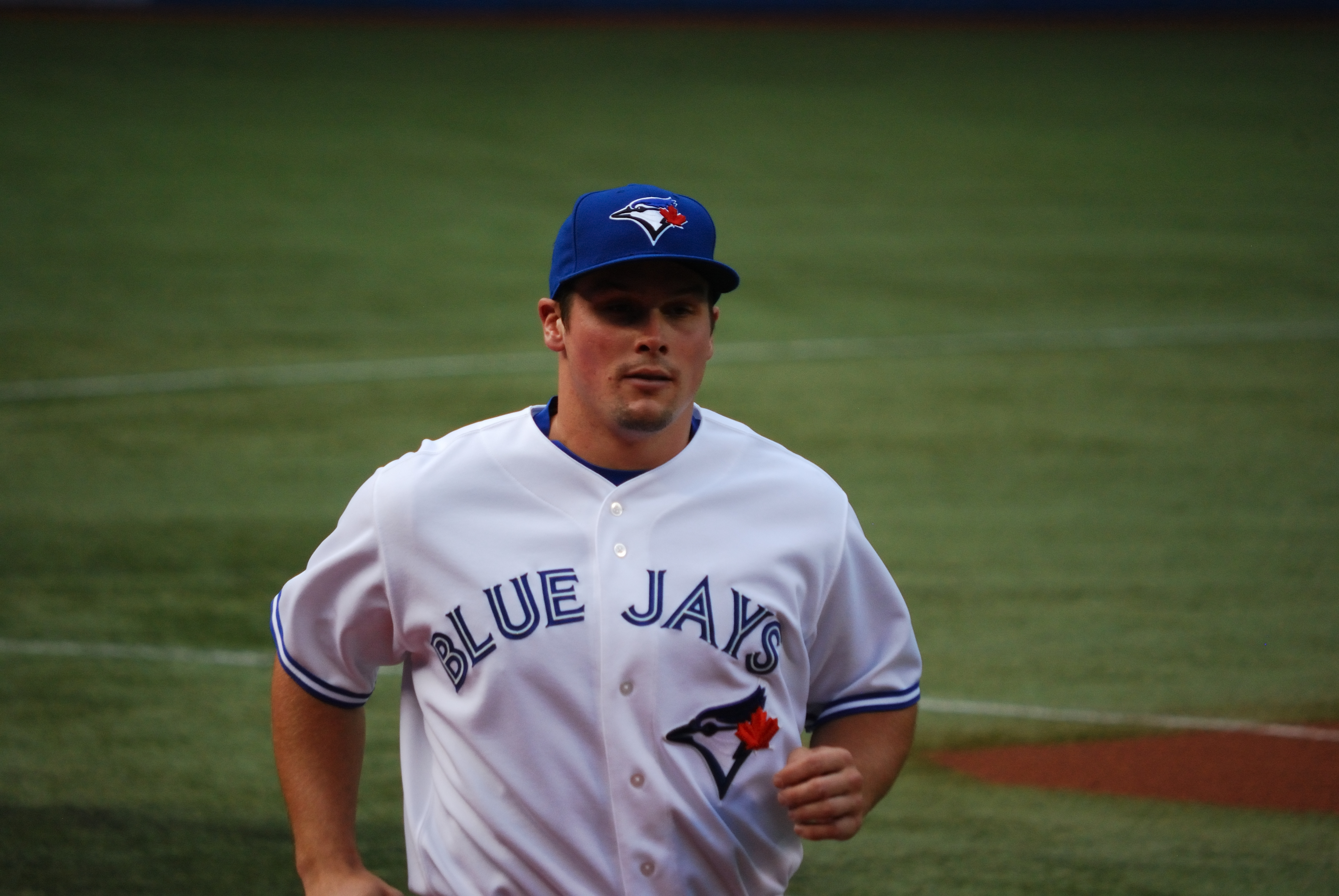
Travis Snider en 2012 avec les Blue Jays de Toronto.

Classé 7e en 2008 parmi les 50 meilleurs joueurs d'avenir du baseball, il fait ses débuts dans les majeures avec les Blue Jays le 29 août 2008 au Yankee Stadium de New York contre les Yankees. À sa seconde apparition au bâton, il obtient son premier coup sûr dans les grandes ligues, un double aux dépens de Carl Pavano. Snider claque son premier coup de circuit en carrière le 4 septembre contre le lanceur Kevin Slowey des Twins du Minnesota,.
Il joue 24 parties pour les Jays durant la saison 2008, frappant dans une moyenne au bâton de,301 avec 2 circuits et 13 points produits. Il joue surtout au champ gauche mais patrouille occasionnellement le champ droit.
En 2009, Snider amorce et termine la saison avec Toronto, mais ne frappe que pour,241 en 77 parties avec les Blue Jays. Il totalise 9 circuits et 29 points produits. Le reste de l'année, il s'aligne avec les 51s de Las Vegas, le club-école de classe AAA des Jays, où sa moyenne au bâton s'élève à ,337 en 48 matchs joués.
Snider ne réalise jamais véritablement le potentiel que les Blue Jays voyaient en lui et ses statistiques offensives dégringolent au cours de ses dernières années à Toronto. Ses ennuis au bâton en 2011 lui occasionnent un renvoi vers les ligues mineures à Las Vegas, puis une tendinite au poignet droit met fin à sa saison. Il n'est pas assuré d'un poste avec l'équipe pour la saison 2012 et amorce l'année dans les mineures, où les entraîneurs essaient de corriger l'approche au bâton du jeune athlète de 24 ans. Il n'est rappelé par Toronto que le 20 juillet. Il frappe 9 coups sûrs, dont 2 doubles et 3 circuits, en 10 matchs pour Toronto au cours du mois de juillet 2012, récoltant 8 points produits.

### Pirates de Pittsburgh
Le 31 juillet 2012, les Blue Jays lancent la serviette et échangent Snider aux Pirates de Pittsburgh en retour d'un autre ancien premier choix de repêchage ayant déçu depuis son entrée dans les majeures, le lanceur droitier Brad Lincoln.
Le 3 août 2013 à Milwaukee, Snider réussit comme frappeur suppléant un coup de circuit qui donne aux Pirates une victoire de 4-3 sur les Milwaukee et assure à la franchise de Pittsburgh d'éviter une fiche perdante pour la première fois depuis 1992.
En 301 matchs sur 3 saisons pour les Pirates, Snider maintient une moyenne au bâton de ,243 avec 19 circuits et 72 points produits, une production inférieure à celle connue en 5 ans chez les Jays. Ses difficultés à l'attaque sont apparentes en 2013, où il est limité à 5 circuits, à une moyenne au bâton de ,215 et un faible pourcentage de présence sur les buts de ,281 en 111 matchs joués. Il obtient 3 passages au bâton au total dans les deux apparitions des Pirates en séries éliminatoires (2013 et 2014).

### Orioles de Baltimore
Le 27 janvier 2015, les Pirates échangent Travis Snider aux Orioles de Baltimore contre les lanceurs gauchers des ligues mineures Stephen Tarpley et Steven Brault.
Snider frappe pour ,237 avec 3 circuits en 69 matchs des Orioles en 2015.

### Retour à Pittsburgh
Libéré par Baltimore le 15 août 2015, Snider signe un contrat avec son ancienne équipe, les Pirates de Pittsburgh, le 20 août.
Le 30 janvier 2016, Snider rejoint les Royals de Kansas City sur un contrat des ligues mineures. Il joue en ligues mineures avec des clubs affiliés aux Royals en 2016 et affiliés aux Rangers du Texas en 2017.